# C.H. Jucho
C.H. Jucho (Eigenschreibweise JUCHO) war ein deutsches Stahlbau-Unternehmen in Dortmund. Es wurde 1877 von dem Ingenieur Caspar Heinrich Jucho gegründet und 1974 geschlossen.

Brückenmontagehalle des Unternehmens C.H. Jucho mit dem vormontierten Hauptträger der Spandauer Havelbrücke (veröffentlicht 1911)

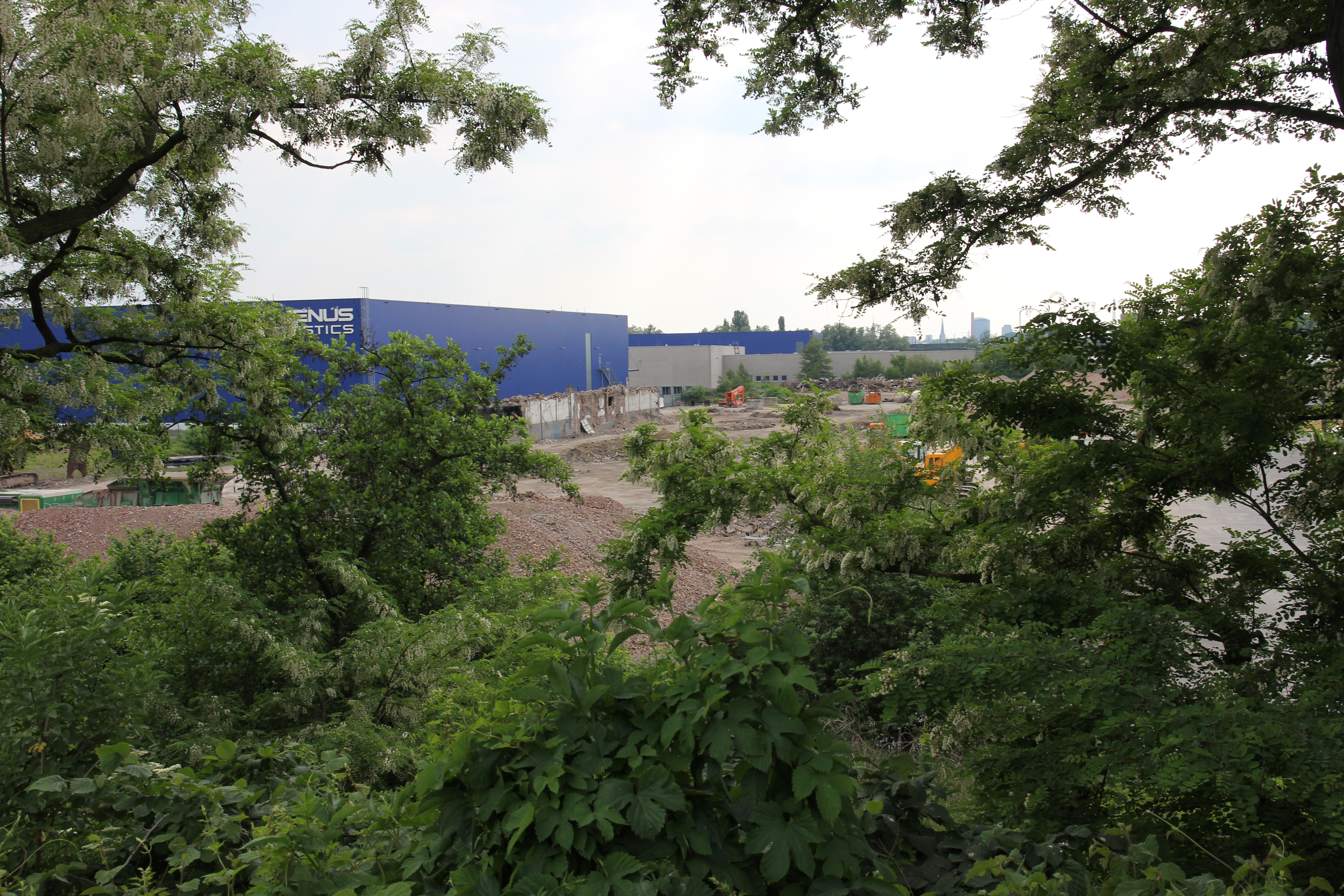
Ehemaliges Werksgelände

## Geschichte
Zunächst gehörten eiserne Brücken für Eisenbahn- und Straßenverkehr, Drehscheiben und Fördergerüste für den Bergbau zum Produktionsprogramm. Seine Blüte erreichte das Unternehmen mit Beginn des 20. Jahrhunderts unter der Führung von Heinrich Jucho. 1911 wurde die Rendsburger Hochbrücke über den Nord-Ostsee-Kanal, die bis 2010 – also für 99 Jahre – längste Eisenbahnbrücke Europas, errichtet. Danach begann das Unternehmen auch im Behälter- und Maschinenbau zu arbeiten.
Nach dem Zweiten Weltkrieg war das Unternehmen stark am Wiederaufbau beteiligt. Zu den Nachkriegsprojekten gehörte unter anderem die Instandsetzung zerstörter Brücken, auch der großen Rheinbrücken, sowie die Mitwirkung beim Wiederaufbau der Westfalenhalle. Später war das Unternehmen insbesondere auf dem Gebiet des Baus von Sendemasten tätig. So entstanden der Sender Mühlacker und der Florianturm in Dortmund. Bedeutende Aufträge kamen auch aus dem Ausland. C.H. Jucho baute Eisenbahnbrücken in Südamerika und Vietnam und war auch am Bau des Völkerbundpalastes in Genf und an der Errichtung des Bahnhofs in Bagdad beteiligt. Zu den Großprojekten in Deutschland zählten Beteiligungen an der Fehmarnsundbrücke und an der Bundesautobahn 45 (Sauerlandlinie). Sehr bekannt sind bis heute die auf verschiedenen Werften errichteten und weithin sichtbaren Portalkräne, darunter bei ThyssenKrupp Marine Systems in Kiel (Tragfähigkeit 450 t), Pella Sietas in Hamburg-Neuenfelde (Tragfähigkeit 300 t) und Eriksbergs in Göteborg (Tragfähigkeit 450 t). Der Kockumskran bei Kockums in Malmö (Tragfähigkeit 1500 t) wurde im Jahr 2002 demontiert. Der Kran in Hamburg-Neuenfelde wurde im September 2024 unter Denkmalschutz gestellt.
Im Jahr 1974 wurde das Werk geschlossen und dann zum großen Teil unter dem Namen Thyssen Engineering weiterbetrieben. Grund für die Schließung waren Zahlungsschwierigkeiten in Verbindung mit dem tragischen Unfalltod von Günter Jucho, der das Unternehmen seit dem Ende des Zweiten Weltkriegs leitete. Betroffen von der Schließung waren 1200 Mitarbeiter.
Das Grab der Familie Jucho befindet sich auf dem Ostenfriedhof Dortmund. An das Unternehmen C.H. Jucho erinnert heute noch die Juchostraße in Dortmund, an der das Unternehmen ansässig war. Auf dem ehemaligen Werksgelände befinden sich heute Hallen des Logistikunternehmens Rhenus Logistics.

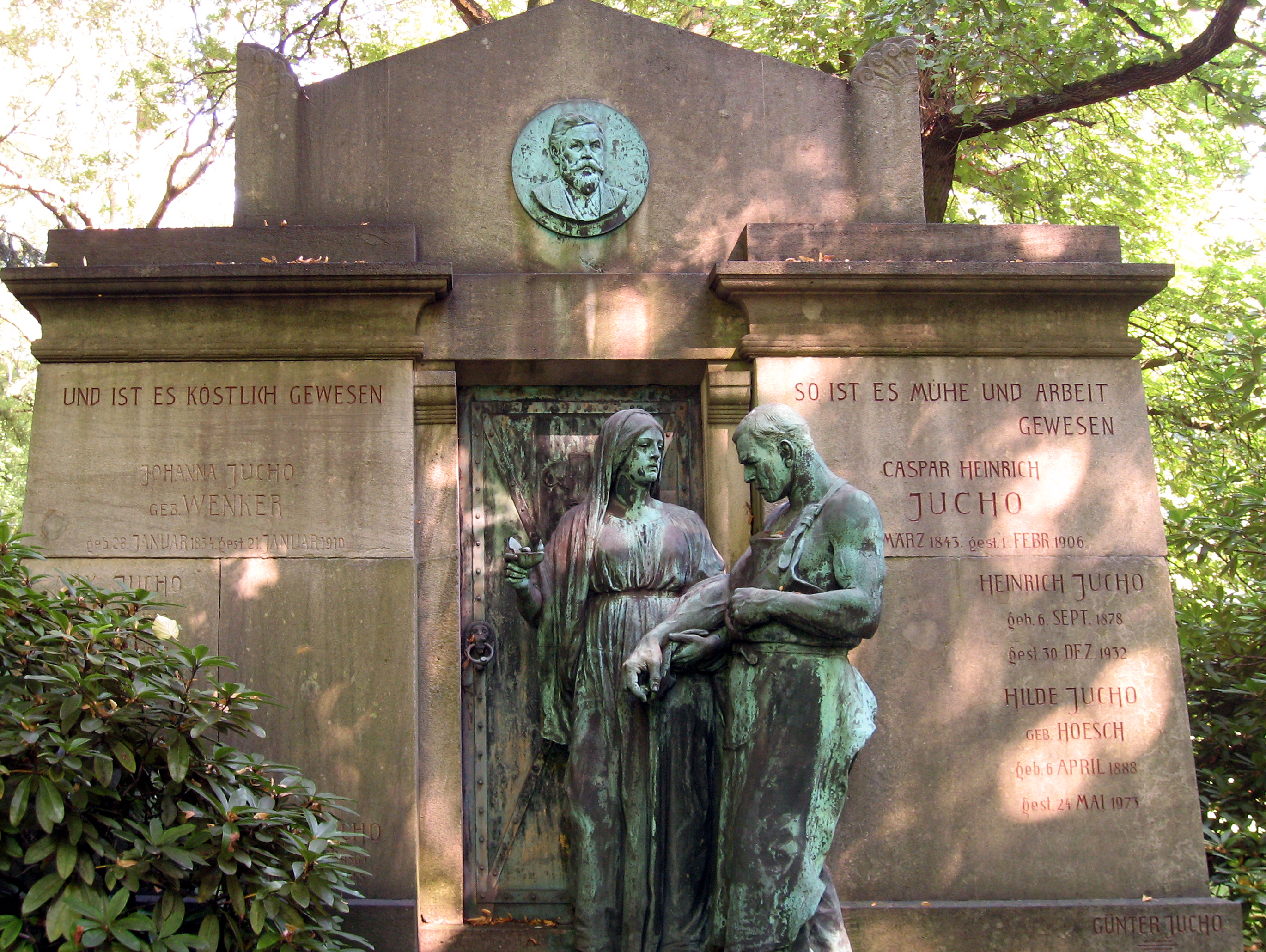
Familiengrab Jucho
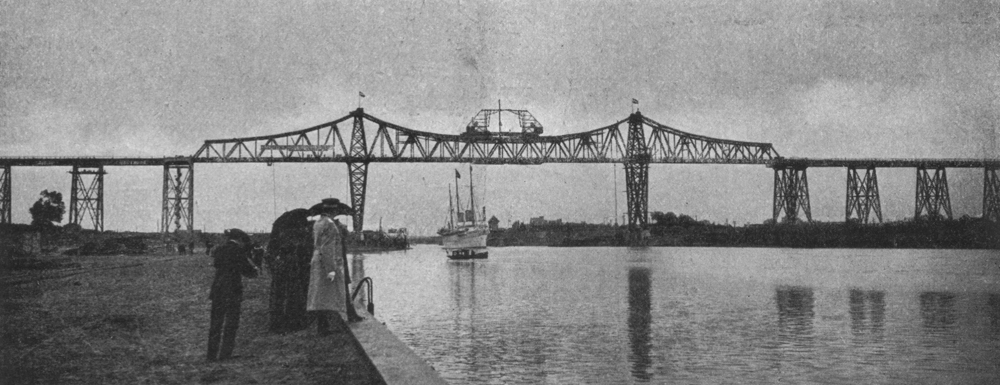
Rendsburger Hochbrücke
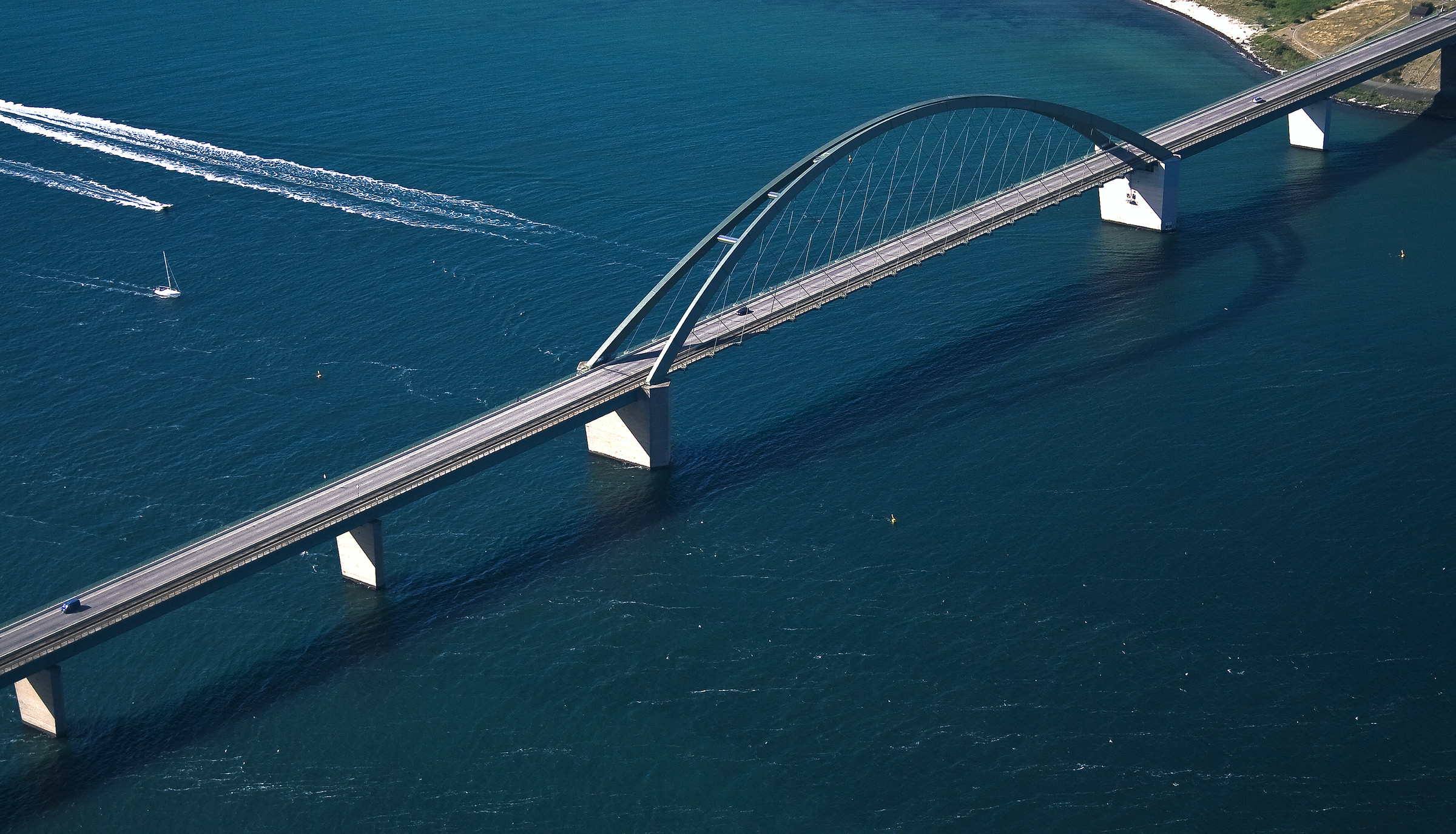
Fehmarnsundbrücke
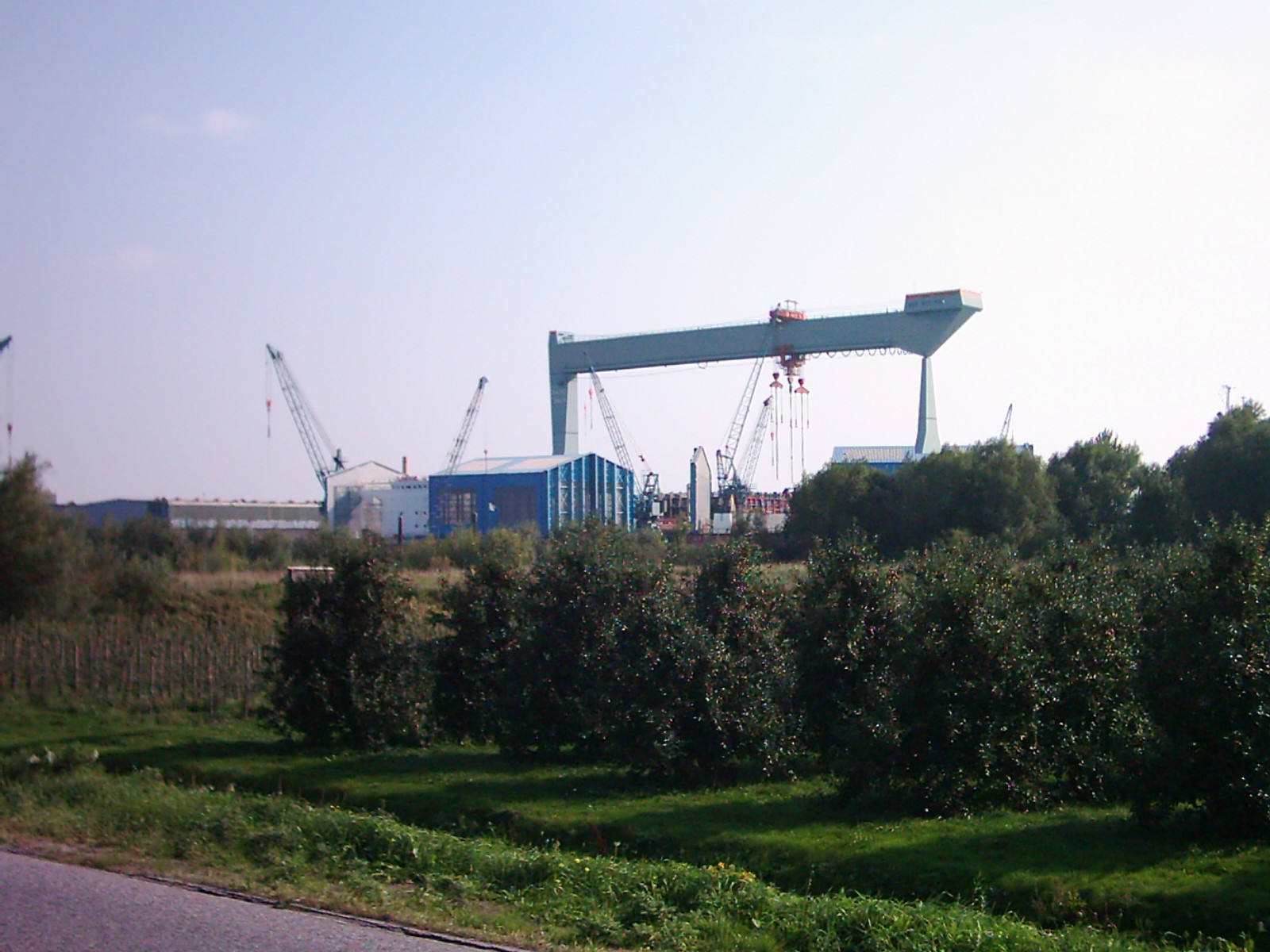
Portalkran der Sietas-Werft